# Rita Martin

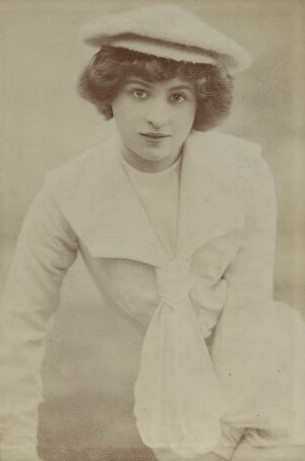
Porträt der Fotografin Rita Martin von ihrer Schwester Lallie Charles, ca. 1907

Margareta Weir Martin (* 1875 in Irland; † 1958 in London, Vereinigtes Königreich) war eine britische Fotografin. Sie gilt als eine der besten britischen Fotografinnen ihrer Zeit.

## Leben und Werk

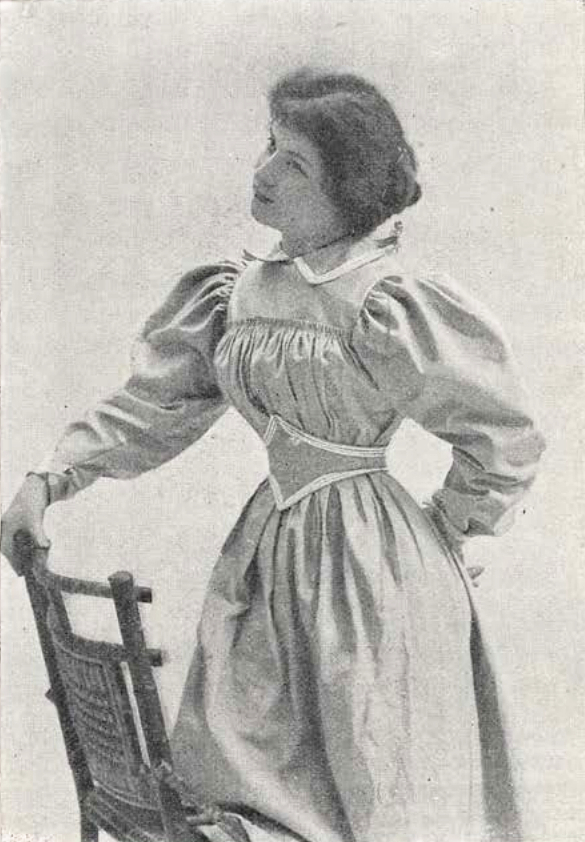
Portrait der Fotografin Rita Martin

Martin begann ihre Karriere als Fotografin 1897, indem sie ihrer älteren Schwester Lallie Charles bei der Leitung ihres Studios half. 1906 eröffnete sie ihr eigenes Studio in der Baker Street 74 im Stadtteil Marylebone, etwa eine Meile entfernt vom Atelier ihrer Schwester Lallie Charles in der Curzon Street in Mayfair. Die Studios lagen in exklusiven Vierteln von London. Martin zog später in die Baker Street 27, wo sie bis in die späten 1920er Jahre weiterarbeitete. Einige ihrer am häufigsten reproduzierten Kinderstudien waren die Kinder des Zimmermanns des Unternehmens Waring & Gillow, der für den Bau ihres zweiten Studios verantwortlich war.
Ihr Stil bestand darin, Motive in blassen Farben vor einem rein weißen Hintergrund zu fotografieren. Ihr Spezialgebiet war das Fotografieren von Schauspielerinnen, darunter Lily Elsie und Lily Brayton, und sie porträtierte viele Suffragisten wie Rosamund Massy. Sie war auch bekannt für ihre Kinderstudien, an denen oft Kinder bekannter Schauspielerinnen beteiligt waren. Ihre Schwester Charles war eher als Gesellschaftsfotografin bekannt.
Laut Cecil Beaton hatte Martin einen Vertrag mit dem Theatermanager George Edwardes, der ihr das Exklusivrecht einräumte, Lily Elsie und andere Darsteller des Theaters einmal im Monat zu fotografieren. Obwohl Martin mehrere führende Männer der Bühne fotografierte, zeigen nur drei der 322 Abzüge der National Portrait Gallery Männer allein, einige jedoch Männer mit ihren Familien. Die Anzahl der Abzüge ist repräsentativ genug und lässt darauf schließen, dass Martin wie die Fotografin Alice Hughes Prinzipien hatte, möglichst keine Männer und ältere Jungen zu fotografieren.
Die wenigen erhaltenen Negative von Martin und Charles wurden 1994 von ihrer Nichte Lallie Charles Martin der National Portrait Gallery (London) geschenkt.